# Edmund White
Edmund Valentine White III (Cincinnati, Ohio, 13 de gener de 1940 - Nova York, 3 de juny de 2025) va ser un novel·lista, memorialista i assagista estatunidenc. Gran part de la seva obra està centrada en l'amor homosexual. Probablement els seus llibres més coneguts són The Joy of Gay Sex (1977), escrit amb Charles Silverstein; les seves tres novel·les autobiogràfiques, A Boy's Own Story (1982), The Beautiful Room Is Empty (1988) i The Farewell Symphony (1997), i la seva biografia de Jean Genet.

## Obres

### Ficció
- Forgetting Elena (1973)
- Nocturnes for the King of Naples (1978)
- A Boy's Own Story (1982) ISBN 0-525-24128-0
- Caracole (1985)
- The Beautiful Room Is Empty (1988)
- Skinned Alive: Stories (1995)
- The Farewell Symphony (1997)
- The Married Man (2000)
- Fanny: A Fiction (2003)
- Chaos: A Novella and Stories (2007)
- Hotel de Dream (2007)
- Jack Holmes and His Friend (2012)
- Our Young Man (2016)

### Obres de teatre
- Terre Haute (2006)

### No ficció
- The Joy of Gay Sex, amb Charles Silverstein (1977)
- States of Desire (1980)
- The Burning Library: Writings on Art, Politics and Sexuality 1969-1993 (1994)
- The Flâneur: A Stroll Through the Paradoxes of Paris] (2000)
- Arts and Letters (2004)
- Sacred Monsters (2011)

#### Biografia
- Genet: A Biography (1993)
- Marcel Proust (1998)
- Rimbaud: The Double Life of a Rebel (2008)

#### Memòries
- Our Paris: Sketches from Memory (1995)
- My Lives (2005)
- City Boy (2009)
- Inside a Pearl: My Years in Paris (2014)

#### Antologies
- The Darker Proof: Stories from a Crisis, amb Adam Mars-Jones (1987)
- In Another Part of the Forest: : An Anthology of Gay Short Fiction (1994)
- The Art of the Story (2000)
- A Fine Excess: Contemporary Literature at Play] (2001)

#### Articles
- White, Edmund. "My Women. Learning how to love them", The New Yorker, June 13, 2005. Autobiographical article excerpted from My Lives.